# Weje Sandén
Weje Sandén, född 1953 i Stockholm, är en svensk journalist, chefredaktör, författare och konsult.
Han var under fem år, 2001-2006, chefredaktör och ansvarig utgivare för Veckans Affärer. Dessförinnan reporter på samma tidning 1996-2001, redaktionssekreterare och reporter på Affärsvärlden 1984-1995 samt reporter på Svenska Dagbladet Näringsliv 1979-1984. Han har även varit reporter på Dagens Industri (2000), Dagens Nyheter (1979) Smålandsposten (1978-79) och Västernorrlands Allehanda (1977) 
År 1995-96 var Weje Sandén kommittésekreterare i IT-kommissionen med Jan Nygren och därefter Ines Uusmann som ordförande.
Han är sedan 2008 partner hos Hallvarsson & Halvarsson, som är ett av Nordens ledande kommunikationskonsultföretag. Weje Sandén är även medarbetare i Privata affärer sedan 2007 och kursledare i ekonomijournalistik vid Poppius Journalistskola sedan 2010.
Weje Sandén är författare till ett flertal böcker, företrädesvis om IT och Internet.